# Луковица (гмина)
Гмина Луковица (пол. Gmina Łukowica) — сельская гмина (волость) в Польше, входит как административная единица в Лимановский повет, Малопольское воеводство. Население — 9186 человек (2004).

## Демография
Данные по переписи 2004 года:
| Перепись                         | Всего   | Всего | Женщины | Женщины | Мужчины | Мужчины |
| -------------------------------- | ------- | ----- | ------- | ------- | ------- | ------- |
| Единицы                          | человек | %     | человек | %       | человек | %       |
| Население                        | 9186    | 100   | 4624    | 50,3    | 4562    | 49,7    |
| Плотность населения (чел./кв.км) | 131,8   | 131,8 | 66,3    | 66,3    | 65,4    | 65,4    |

## Сельские округа
1. Ядамволя
2. Ястшембе
3. Луковица
4. Млыньчиска
5. Овечка
6. Пшишова
7. Розтока
8. Строне
9. Свидник

## Соседние гмины
1. Гмина Каменица
2. Гмина Лиманова
3. Гмина Лонцко
4. Гмина Подегродзе